# كريستيان كيرك (لاعب كرة قدم أمريكية)
كريستيان كيرك (بالإنجليزية: Christian Kirk)‏ هو لاعب كرة قدم أمريكية أمريكي، ولد في 18 نوفمبر 1996 في سكوتسديل في الولايات المتحدة.

## وصلات خارجية
- كريستيان كيرك على موقع إي إس بي إن.كوم (أن.أف.أل)3
- كريستيان كيرك على موقع مرجع كرة القدم المحترفة.كوم (الإنجليزية)
- كريستيان كيرك على موقع كلية كرة القدم في سبورتس رفرنس.كوم (الإنجليزية)